# Nuglar-St. Pantaleon
Nuglar-St. Pantaleon ist eine politische Gemeinde im Bezirk Dorneck des Kantons Solothurn in der Schweiz. Der Ortsname geht auf das lateinische Wort nucariolum (Nussbaumwäldchen) zurück und wird im Dialekt Nuglä-Bäntlion ausgesprochen.

## Geographie

Luftbild (1948)

Nuglar-Sankt Pantaleon liegt auf 488 m ü. M., rund 4 km südwestlich der Stadt Liestal (Luftlinie). Das Haufendorf Nuglar erstreckt sich auf einem nach Osten geneigten Plateau, der unteren Schichtstufe des Gempenplateaus im Tafeljura, über dem Oristal, im Schwarzbubenland.
Die Fläche des 6,3 km² großen Gemeindegebiets umfasst einen Abschnitt des nördlichen Juras. Die östliche Grenze bildet der Orisbach, der in einem in den Tafeljura eingetieften Tal mit rund 200 m breitem Talboden und steilen Talflanken fließt. In das Oristal münden auf dem Gemeindebann das Brunnenbachtal und ein kurzes Tälchen, das Nuglar von Sankt Pantaleon trennt. Zwischen diesen Tälern befinden sich die Hochplateaus von Nuglar und Sankt Pantaleon. Diese steigen allmählich gegen Westen an, bevor eine dicht bewaldete, rund 100 m hohe Steilstufe zur Hochfläche des Gempenplateaus folgt. Die Schichtstufe ist gegliedert von Süden nach Norden durch die Vorsprünge von Schlimmberg (680 m ü. M.), Chanzel (700 m ü. M.) und Disliberg (700 m ü. M.). Mit 715 m ü. M. wird bei der Wacht die höchste Erhebung von Nuglar-Sankt Pantaleon erreicht. Die westliche Gemeindegrenze verläuft zumeist auf der Ostkante des Gempenplateaus oberhalb des Steilabfalls zu den tiefer gelegenen Gebieten. Nach Norden erstreckt sich der Gemeindeboden über die Hochfläche des Muni (580 m ü. M.) bis in das Röserental. Von der Gemeindefläche entfielen 2014/15 12 % auf Siedlungen, 42 % auf Wald und Gehölze, 45 % auf Landwirtschaft und etwas weniger als 1 % auf unproduktives Land.
Zu Nuglar-Sankt Pantaleon gehören die Ortsteile Nuglar (487 m ü. M.) auf dem Plateau unterhalb der Chanzel, Sankt Pantaleon (488 m ü. M.) auf dem Plateau unterhalb von Schlimmberg respektive Herrenberg, die Weiler Neunuglar (360 m ü. M.) und Orismühle (373 m ü. M.) im Oristal sowie einige Einzelhöfe. Nachbargemeinden von Nuglar-Sankt Pantaleon sind Büren (SO) und Gempen im Kanton Solothurn sowie Frenkendorf, Liestal, Seltisberg und Lupsingen im Kanton Basel-Landschaft.

## Bevölkerung
Mit 1546 Einwohnern (Stand 31. Dezember 2023) gehört Nuglar-Sankt Pantaleon zu den kleineren Gemeinden des Kantons Solothurn. Von den Bewohnern sind 96,3 % deutschsprachig, 0,7 % italienischsprachig und 0,7 % sprechen Englisch (Stand 2000). Die Bevölkerungszahl von Nuglar-Sankt Pantaleon belief sich 1850 auf 658 Einwohner, 1900 auf 666 Einwohner. Im Verlauf des 20. Jahrhunderts stieg die Bevölkerungszahl langsam aber kontinuierlich an. Erst seit 1980 (880 Einwohner) wurde eine deutliche Bevölkerungszunahme verzeichnet.

## Wirtschaft
Nuglar-Sankt Pantaleon war bis in die zweite Hälfte des 20. Jahrhunderts ein vorwiegend durch die Landwirtschaft geprägtes Dorf. Noch heute haben der Ackerbau und der Obstbau (vor allem Kirschbäume) sowie die Milchwirtschaft und Viehzucht einen wichtigen Stellenwert in der Erwerbsstruktur der Bevölkerung. Weitere Arbeitsplätze sind im lokalen Kleingewerbe und im Dienstleistungssektor vorhanden, unter anderem in Betrieben des Baugewerbes, der Holzverarbeitung und in mechanischen Werkstätten. In den letzten Jahrzehnten hat sich das Dorf zu einer Wohngemeinde entwickelt. Viele Erwerbstätige sind deshalb Wegpendler, die hauptsächlich in der Region Liestal und in der Agglomeration Basel arbeiten.

## Verkehr
Die Gemeinde liegt abseits der grösseren Durchgangsstrassen an einer Verbindungsstrasse von Liestal nach Dornach. 

### Nahverkehr
Durch einen Postautokurs, welcher die Strecke von Liestal nach Büren bedient, sind sowohl Nuglar als auch Sankt Pantaleon an das Netz des öffentlichen Verkehrs angebunden.
- 73 Liestal, Bahnhof – Nuglar – St. Panthaleon – Büren

## Geschichte
Einzelne Streufunde belegen, dass das Gemeindegebiet von Nuglar-Sankt Pantaleon bereits während des Neolithikums besiedelt war. Bei Sankt Pantaleon befand sich vermutlich ein römischer Gutshof.
Die erste urkundliche Erwähnung von Nuglar erfolgte 1147 unter dem Namen Nugerolo. Später erschienen die Bezeichnungen Nugerol (1156), Nugeron (1289), Nuglen (1436), Nugler (1458), Niglars (1482) und Nuglar (1509). Sankt Pantaleon wird 1285 erstmals genannt. Eine Siedlung muss aber schon wesentlich früher bestanden haben, die im Lauf des 13. Jahrhunderts den Namen des Kirchenpatrons angenommen hatte. Spätere Schreibweisen sind Sant Panthaleon (1372) und Sant Pantlion (1470).
Seit der ersten Nennung zählen Nuglar und Sankt Pantaleon zum Grundbesitz des Klosters Beinwil. Die weltliche Herrschaft hatten später die Grafen von Thierstein inne. Im Jahr 1522 gelangten beide Dörfer an Solothurn und wurden der Vogtei Thierstein zugeordnet. Nach dem Zusammenbruch des Ancien Régime (1798) gehörten Nuglar und Sankt Pantaleon während der Helvetik zum Distrikt Dornach und ab 1803 zum Bezirk Dorneck. Im 19. Jahrhundert wurden beide Ortschaften zu einer politischen Gemeinde vereinigt.

## Sehenswürdigkeiten
Die katholische Pfarrkirche Sankt Pantaleon, die auf eine aus dem 13. Jahrhundert stammende Kapelle zurückgeht, wurde 1823 neu erbaut. Zusammen mit dem Pfarrhof (1756) und dem Meierhaus (1684) sowie dem Kirchhof und dem Pfarrgarten bildet sie einen geschlossenen Kirchenbezirk. In Nuglar steht die 1713 erbaute Sankt Wendelinskapelle mit einem bemerkenswerten barocken Kruzifix. Beide Ortskerne haben charakteristische Bauernhäuser aus dem 17. bis 19. Jahrhundert bewahrt.
|  |  |

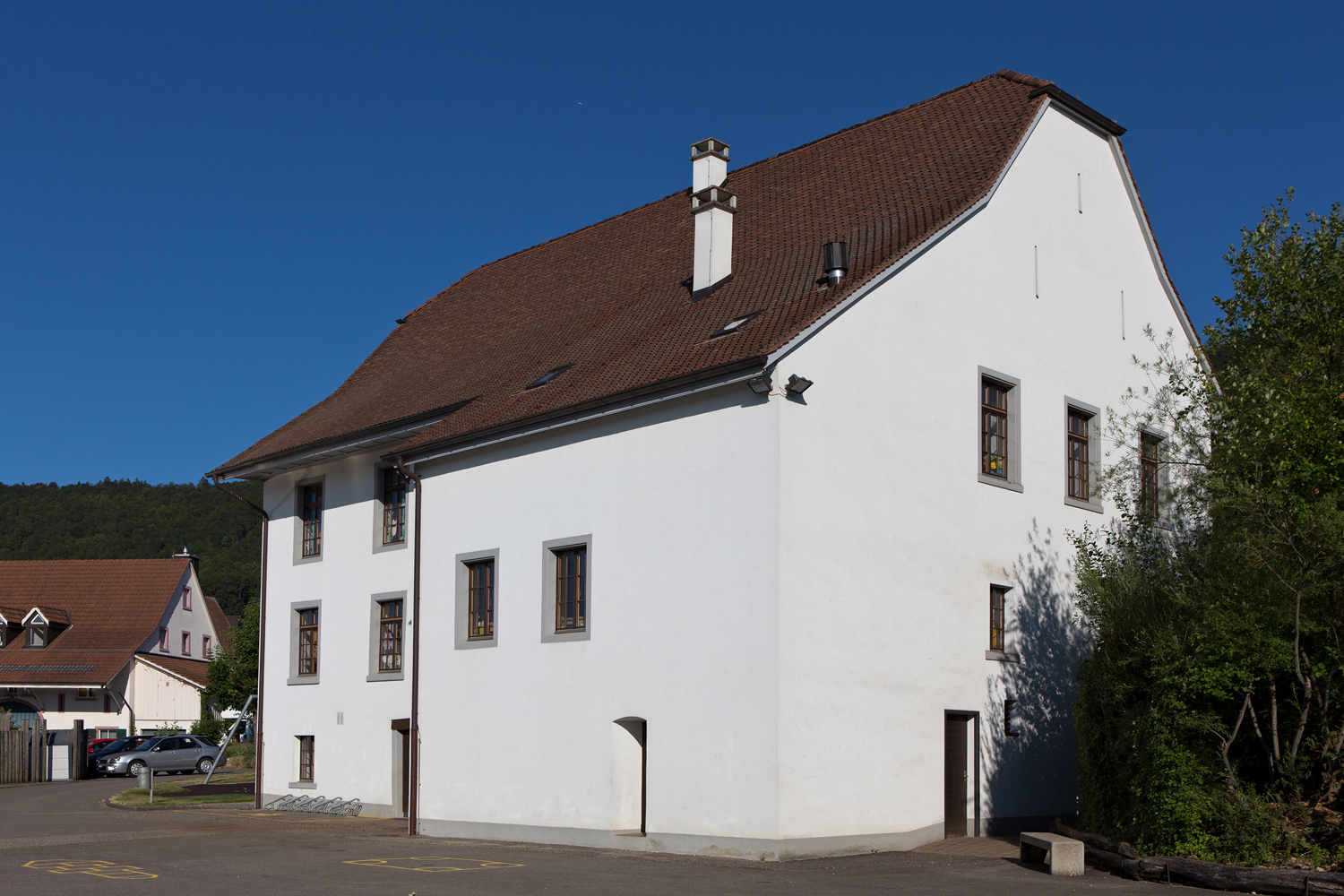
Altes Schulhaus, Nuglar
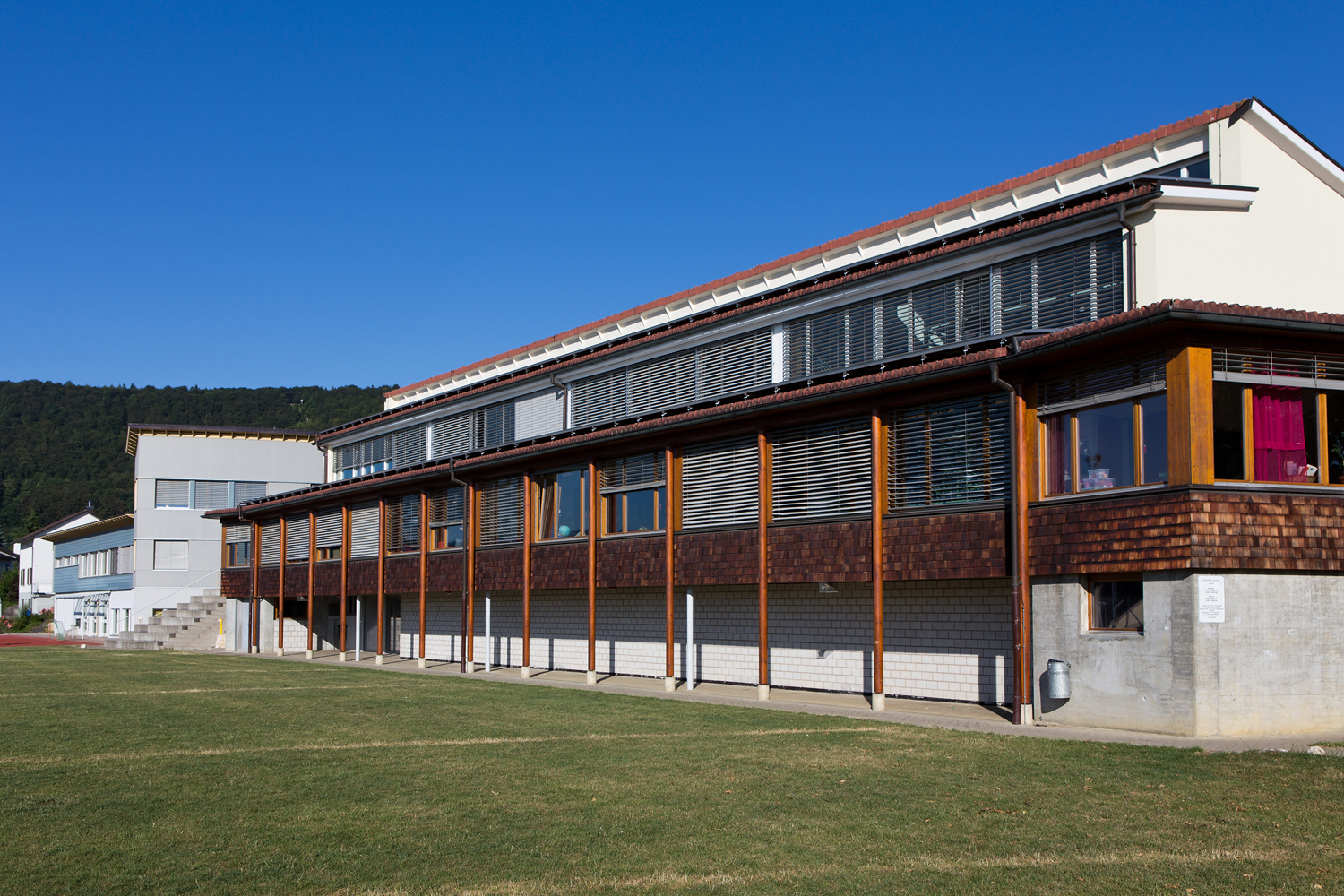
Primarschulhaus, Nuglar
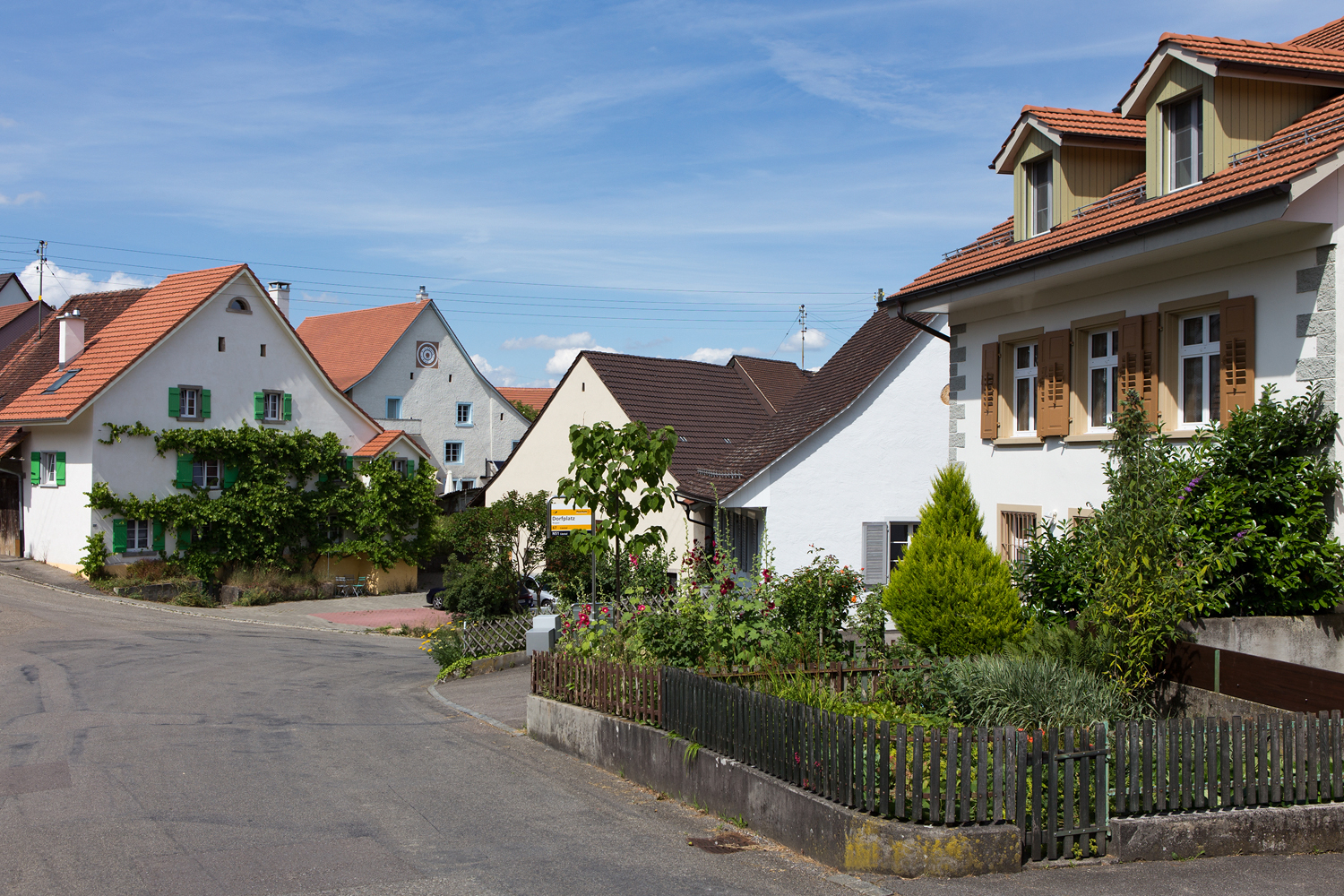
Dorfplatz, Nuglar
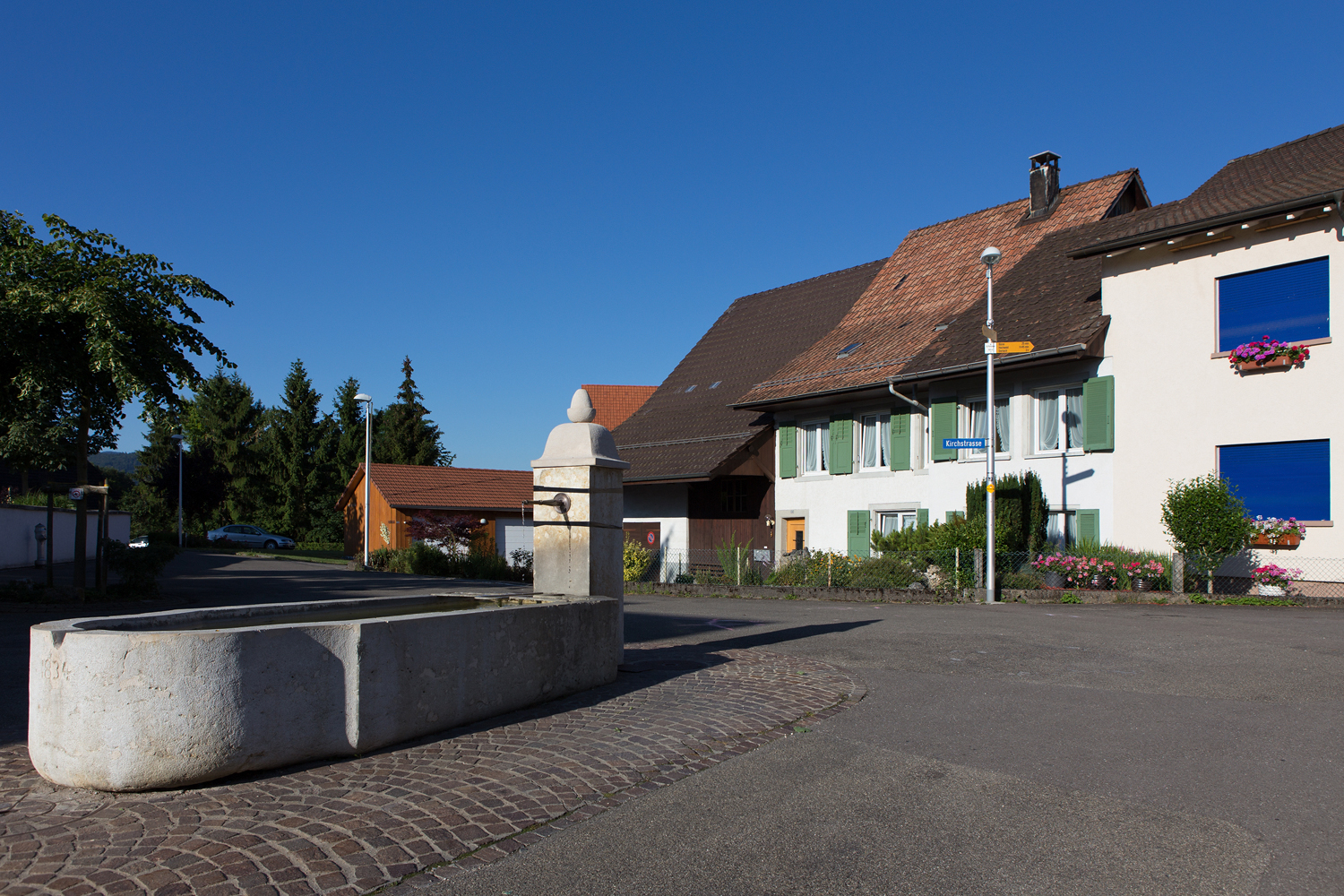
Kirchgasse, St. Pantaleon
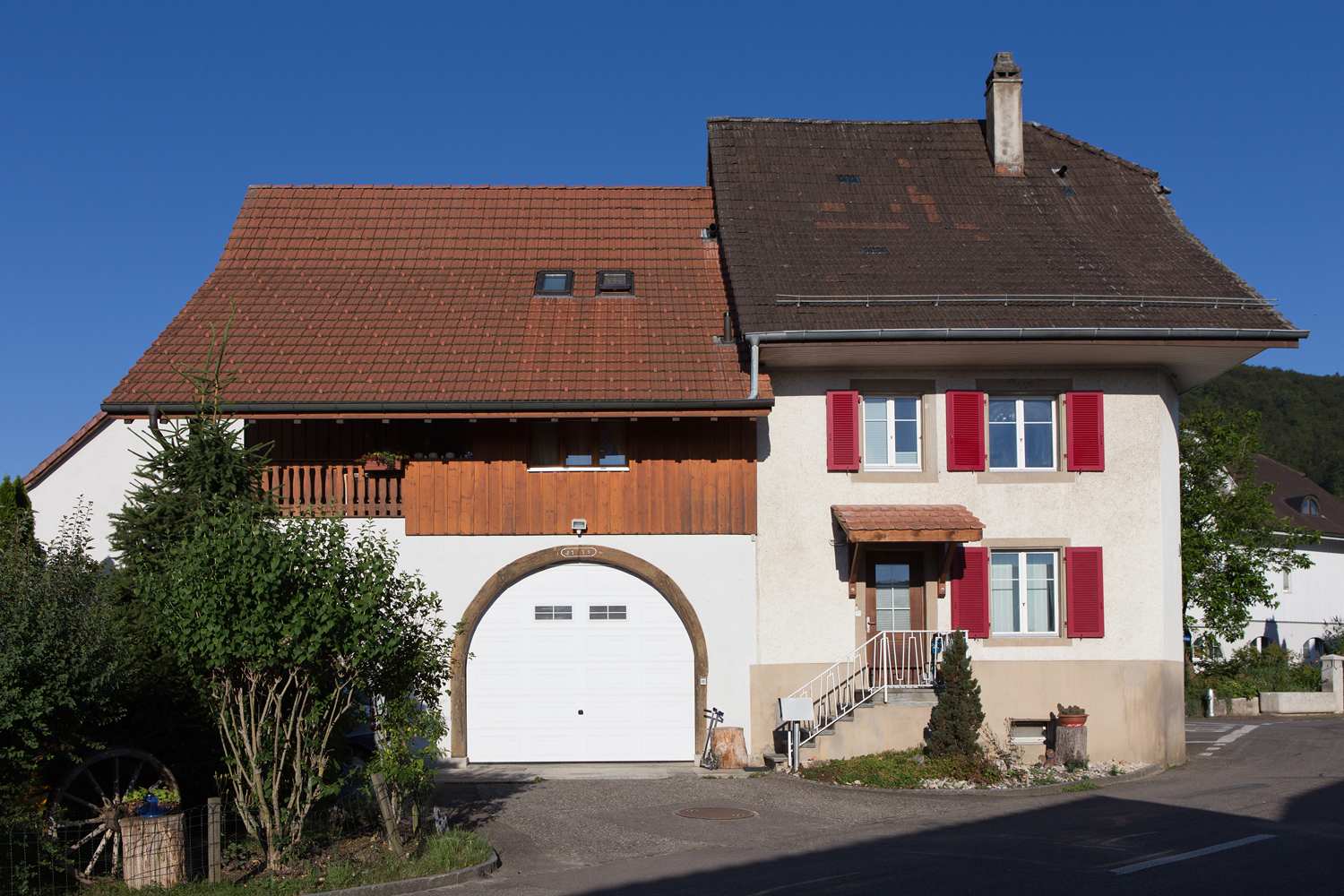
Bauernhaus aus dem Jahre 1775, St. Pantaleon
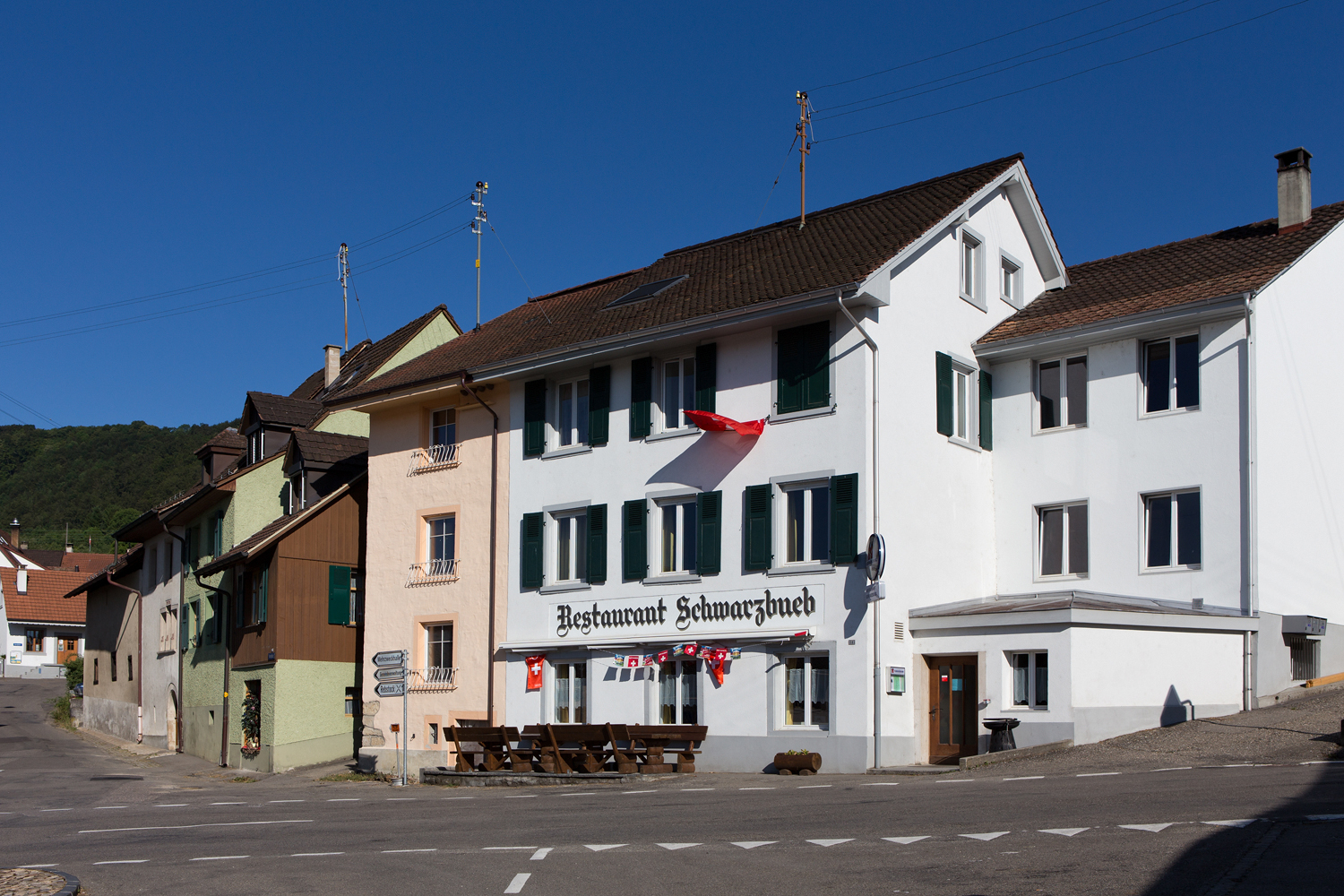
Restaurant Schwarzbueb, Nuglar